# 윤서현
윤서현(1970년 11월 2일 ~ )은 대한민국의 배우이다.

## 학력
- 서울예술전문대학 연극과 졸업

## 이력
1994년 연극배우 첫 데뷔하였으며 이듬해 1995년 뮤지컬 배우 데뷔하였다.

## 연기 활동

### 드라마
- 1998년 SBS 일일시트콤 《순풍 산부인과》
- 2000년 SBS 드라마스페셜 《여자만세》
- 2001년 MBC 미니시리즈 《반달곰 내 사랑》
- 2002년 MBC 월화드라마 《고백》
- 2002년 KBS2 특별기획 드라마 《태양인 이제마》
- 2003년 SBS 대기획 《올인》
- 2003년 MBC 《다모》
- 2003년 MBC 일일연속극 《귀여운 여인》
- 2004년 SBS 주말극장 《폭풍 속으로》
- 2004년 MBC 일일연속극 《왕꽃 선녀님》 ... 판정수의 지인 역
- 2005년 SBS 《서동요》
- 2005년 SBS 주말특별기획 《백만장자와 결혼하기》
- 2006년 MBC 월화드라마 《주몽》 ... 한당 역
- 2006년 MBC 일일시트콤 《거침없이 하이킥!》 ... 이 형사 역
- 2006년 SBS 대하사극 《연개소문》 ... 주법상 역
- 2007년 MBC 월화드라마 《히트》 ... 정만수 역
- 2007년 EBS 주간단막극 《TV로 보는 원작 동화》
- 2007년 tvN 다큐드라마 《막돼먹은 영애씨 시즌1, 2》 ... 윤서현 역
- 2007년 SBS 주말특별기획 《칼잡이 오수정》 ... 형사 역
- 2007년 MBC 《이산》
- 2008년 MBC 일일시트콤 《크크섬의 비밀》 ... 이형사 역
- 2009년 SBS 월화드라마 《자명고》 ... 태추 역
- 2009년 MBC 일일드라마 《살맛납니다》 ... 민수의 선배 역
- 2009년 SBS 아침드라마 《망설이지마》 ... 달수의 오빠 역
- 2009년 SBS 월화드라마 《천사의 유혹》
- 2009년 MBC 일일시트콤 《지붕뚫고 하이킥!》 ... 풍파고 비정규직 체육교사역
- 2010년 SBS 월화드라마 《제중원》 ... 김돈 역
- 2010년 tvN 금요드라마 《원스 어폰 어 타임 인 생초리》
- 2011년 SBS 주말특별기획 《폼나게 살거야》 ... 최구형 역
- 2012년 tvN 일일드라마 《유리가면》 ... 소대용 역
- 2012년 SBS 아침연속극 《너라서 좋아》 ... 김강산 역
- 2013년 SBS 아침연속극 《두 여자의 방》 ... 문재식 역
- 2013년 MBC 월화드라마 《불의 여신 정이》 ... 겐조 역
- 2013년 KBS2 주간단막극 《드라마 스페셜》
- 2013년 tvN 일일시트콤 《감자별 2013QR3》 ... 윤팀장 역
- 2014년 SBS 드라마스페셜 《쓰리 데이즈》 ... 경호관 역
- 2014년 SBS 월화드라마 《비밀의 문》 ... 천승세 역
- 2014년 SBS 드라마스페셜 《피노키오》 ... 이주호 역
- 2015년 SBS 월화드라마 《육룡이 나르샤》 ... 우학주 역
- 2016년 SBS 특집드라마 《퍽》 ... 경필 부 황 과장 역
- 2016년 tvN 월화드라마 《싸우자 귀신아》 ... 양 형사 역
- 2017년 JTBC 금토드라마 《맨투맨》
- 2017년 TV조선 시트콤 《너의 등짝에 스매싱》 ... 윤서현 역
- 2017년 tvN 다큐드라마 《막돼먹은 영애씨 시즌16》... 윤서현 역
- 2018년 SBS 아침연속극 《나도 엄마야》 ... 강성남 역
- 2019년 tvN 다큐드라마 《막돼먹은 영애씨 시즌17》... 윤서현 역
- 2019년 SBS 금토드라마 《녹두꽃》... 홍계훈 역
- 2019년 KBS2 수목드라마 《99억의 여자》 - 조실장 역
- 2016년 tvN 단막극 《드라마 스테이지 - 삼촌은 오드리헵번》 ... 오성일 역
- 2020년 SBS 금토드라마 《편의점 샛별이》... 배달대행업체 사장 역 (특별출연)
- 2020년 카카오TV 웹드라마 《아름다웠던 우리에게》... 신기헌 역
- 2021년 TV조선 주말드라마 《결혼작사 이혼작곡》... 조웅 역
- 2021년 tvN 수목드라마 《마우스》 ... 강기혁 역
- 2021년 TV조선 토일드라마 《결혼작사 이혼작곡 2》... 조웅 역
- 2021년 넷플릭스 시리즈 《내일 지구가 망해버렸으면 좋겠어》 ... 도 남 역 (특별출연)
- 2021년 JTBC 수목드라마 《월간 집》 ... (특별출연)
- 2022년 tvN 토일드라마 《환혼》 ... 조충 역
- 2022년 SBS 금토드라마 《소방서 옆 경찰서》... 현서의 친아버지 역 (특별출연)
- 2024년 tvN 월화드라마 《손해 보기 싫어서》 ... 장 실장 역
- 2024년 tvN 토일드라마 《사랑은 외나무다리에서》 … 변덕수 역
- 2025년 TVING 오리지널 드라마 《춘화연애담》 … 박시헌 역

### 영화
- 2004년 : 《어린 신부》 ... 해병대 1 역
- 2004년 : 《까불지마》 ... 기자 역
- 2005년 : 《미스터 소크라테스》 ... 박 형사 역
- 2008년 : 《4요일》 ... 양재호 역
- 2012년 : 《90분》 ... 김 국장 역

### 라디오 프로그램
- 2015년 EBS FM 《EBS 책 읽는 라디오 낭독 시리즈》